# John Wanton

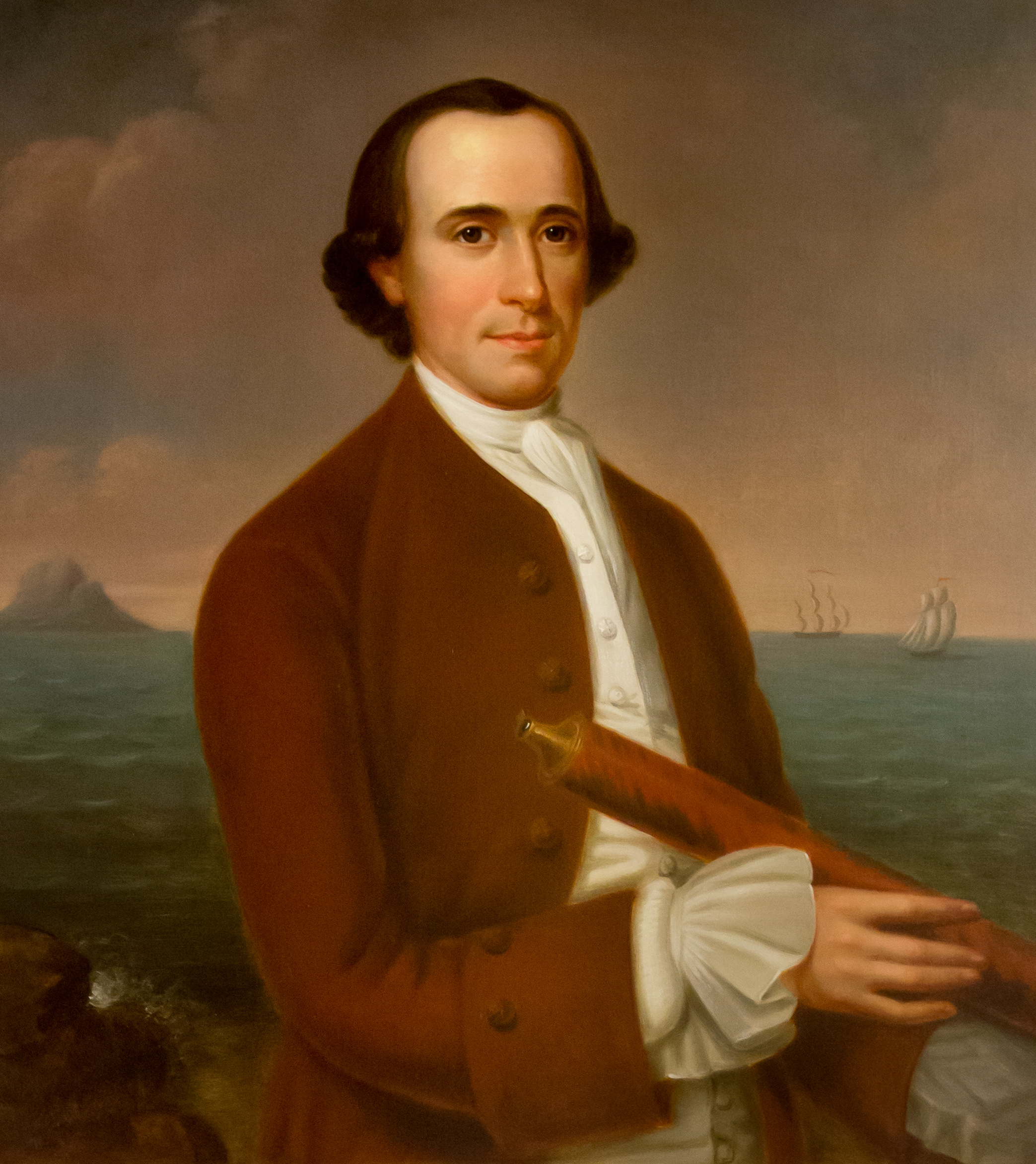
John Wanton

John Wanton (* 24. Dezember 1672 in Scituate, Massachusetts Bay Colony; † 5. Juli 1740 in Newport, Colony of Rhode Island and Providence Plantations) war ein britischer Politiker und Offizier. Er war Vizegouverneur und Kolonialgouverneur der Colony of Rhode Island and Providence Plantations. Der Kolonialgouverneur William Wanton war sein Bruder und die Kolonialgouverneure Gideon Wanton und Joseph Wanton seine Neffen.

## Werdegang
John Wanton, Sohn von Edward Wanton, wurde während der Kolonialzeit im Plymouth County geboren. Sein Vater war als Schiffsbauer tätig. Edward Wanton trat zum Quäkertum über, nachdem er Zeuge der Verfolgung dieser Menschen wurde. Er war auch als Prediger tätig. Im Lauf der Zeit lebte er in York (Maine), Boston (Massachusetts) und Scituate (Massachusetts), bevor er nach Rhode Island hinzog. Über die Jugendjahre von John Wanton ist nichts bekannt. Wanton war ein Händler, und wie sein Vater ein Quäker. Seinen ersten Posten im öffentlichen Dienst trat er 1706 als Abgeordneter von Newport an, welchen er mehrere Jahre lang bekleidete. Er war auch als Speaker im Abgeordnetenhaus tätig. 1706 wurde er zum Colonel ernannt, nachdem er französischen Freibeutern mit John Dublin nachstellte, der bei den Kampfhandlungen verletzt wurde. Er fungierte von 1721 bis 1722 sowie von 1729 bis 1734 als Vizegouverneur der Kolonie. Nach dem Tod seines Bruders William wurde er 1734 der neue Kolonialgouverneur und bekleidete sechs aufeinanderfolgende Amtszeiten den Posten bis zu seinem Tod 1740. Wanton wurde auf dem Coddington Cemetery in Newport beigesetzt.
Er heiratete Mary Stover, Tochter von Elizabeth Norton und Sylvester Stover aus Cape Neddick (Maine). Das Paar bekam fünf Kinder.